# Egentlige krokodiller
De egentlige krokodiller (Crocodylidae) er en familie af krybdyr i krokodille-ordenen. Hos de egentlige krokodiller er den fjerde tand i underkæben synlig, når dyret har lukket mund.
Den største nulevende krokodilleart er deltakrokodillen.

## Forskel fra alligatorer
Den mest klare forskel mellem de egentlige krokodiller og alligatorer ligger i hovedets udseende. De egentlige krokodiller har smallere og længere hoveder med mere V-formede end U-formede snuder. Alligatorers overkæbe er bredere end underkæben og tænderne i underkæben passer ind i små fordybninger i overkæben. Hos de egentlige krokodiller er bredden af over- og underkæbe ens og når munden er lukket, passer underkæbens store fjerde tand ind i en indsnævring i overkæben.

## Slægter og arter
Der findes omkring 14 arter af egentlige krokodiller fordelt på tre slægter, de fleste i Crocodylus.
- Crocodylus acutus – Spidskrokodille.
- Crocodylus intermedius – Orinocokrokodille.
- Crocodylus johnsoni – Australsk krokodille.
- Crocodylus mindorensis – Filippinsk krokodille.
- Crocodylus moreletii – Brednæsekrokodille.
- Crocodylus niloticus – Nilkrokodille.
- Crocodylus suchus – Ørkenkrokodille eller Vestafrikansk krokodille
- Crocodylus novaeguineae – Ny Guinea krokodille.
- Crocodylus palustris – Sumpkrokodille.
- Crocodylus porosus – Deltakrokodille el. Listekrokodille.
- Crocodylus rhombifer – Cuba-krokodille (Ruderkrokodille)
- Crocodylus siamensis – Siamesisk krokodille.
- Mecistops cataphractus – Panserkrokodille.
- Osteolaemus tetraspis – Vestafrikansk dværgkrokodille el. Stumpkrokodille.

Den uægte gavial (Tomistoma schlegeli) placeres nu som regel i familien Gavialidae sammen med gavialen.